# フランク・ロイド
フランク・ロイド（Frank Lloyd, 1886年2月2日 - 1960年8月10日）は、英国スコットランド生まれの米国の映画監督。第2回（1928年 - 1929年）および第6回（1932年 - 1933年）の米国アカデミー監督賞受賞者である。

## 略歴
スコットランド、グラスゴー出身。1913年米国に移住、俳優としてデビューしたあと、脚本と映画監督に転じる。10代の終わり頃には有名な文学の映画化（『二都物語』（1917年）や『レ・ミゼラブル』（1917年）など）や西部劇を監督するようになる。
ロイドの有名な映画は、ロン・チェイニーがフェイギンを演じた『オリバー・トゥイスト』（1922年）やアカデミー監督賞を獲得した『情炎の美姫』（1929年）などがある。第2回アカデミー賞では『情炎の美姫』『ウィリー・リヴァー』『愛の曳き船』の3本が同時に監督賞にノミネートされ、18世紀のイギリス海軍提督ホレーショ・ネルソンとの恋愛で有名な「オーキッド・レディ」こと、駐ナポリ大使夫人エマ・ハミルトンとの物語『情炎の美姫』がその名誉を得たのである。
1955年公開の『アラモの砦』まで、ロイドが演出した映画は約80本を数える。1930年代を代表する監督の一人であり、スケールの大きいロイドの作風は何度もアカデミー賞を受賞している。『カヴァルケード』が第6回アカデミー賞の作品賞、監督賞、室内装置賞を、『戦艦バウンティ号の叛乱』は作品賞をそれぞれ獲得している。
ロイドは米国映画芸術科学アカデミー（AMPAS）の36名の創立者の一人である。また『情炎の美姫』はアカデミー作品賞にノミネートされていないのにアカデミー監督賞を獲得した、現在まで唯一の作品である。また1934年から1935年にかけてAMPASの代表を務めていた。

## 主なフィルモグラフィ
- 二都物語 A Tale of Two Cities （1917年） 監督・脚本
- レ・ミゼラブル Les Misérables （1917年） 監督・脚本
- オリバー・トゥイスト Oliver Twist （1922年） 監督・脚本
- 情炎の美姫 The Divine Lady （1929年） 監督・製作（クレジット無し）
- カヴァルケード Cavalcade （1933年） 監督・製作
- 戦艦バウンティ号の叛乱 Mutiny on the Bounty （1935年） 監督・製作
- セイルムの娘 Maid of Salem （1937年） 監督・脚本
- 逃走迷路 Saboteur （1942年） 製作
- 透明スパイ Invisible Agent （1942年） 製作
- アラモの砦 The Last Command （1955年） 監督